# Lenningen
Lenningen è un comune tedesco di 8 572 abitanti, situato nel land del Baden-Württemberg.